# Glucosa-1-fosfato
La glucosa-1-fosfato es una molécula de glucosa con un grupo fosfato unido en el carbono 1'.

## Reacciones

### Catabólicas
En la reacción de glucogenólisis es el producto de la reacción llevada a cabo por la glucógeno fosforilasa, al hidrolizar un polímero de glucógeno, del cual escinde moléculas de glucosa en forma de glucosa-1-fosfato. Posteriormente, y para que esta glucosa pueda ser utilizada en el catabolismo celular, la glucosa-1-fosfato es convertida en glucosa-6-fosfato por medio de la catálisis llevada a cabo por la enzima fosfoglucomutasa. Una de las razones por las que se forma glucosa-1-fosfato en lugar de formarse directamente glucosa durante la hidrólisis del glucógeno, es que el grupo fosfato confiere una elevada polaridad a la molécula de glucosa, lo que impide que pueda atravesar la membrana celular, quedando así marcada para incorporarse al catabolismo intracelular.

### Anabólicas
En la glucogenogénesis, las moléculas de glucosa-1-fosfato pueden reaccionar con UTP para formar UDP-glucosa, por medio de la enzima UDP-glucosa pirofosforilasa. De esta forma, puede ser utilizado en la síntesis de glucógeno por medio de la glucógeno sintasa.